# Kiro (Burkina Faso)
Pour les articles homonymes, voir Kiro.
Kiro est une commune rurale située dans le département de Kordié de la province de Sanguié dans la région du Centre-Ouest au Burkina Faso.

## Géographie
La commune est traversée par la route nationale 13.